# Locas de alegría
Locas de alegría (en italiano: La pazza gioia) es una película de comedia dramática italiana escrita y dirigida por Paolo Virzì. 
La película cuenta la historia de dos mujeres con diferentes orígenes culturales que se hacen amigas mientras son tratadas en una institución mental. Fue presentada en el Festival de Cannes 2016,  en la Quincena de Realizadores.

## Sinopsis
Villa Biondi es una residencia de los alrededores de la ciudad de Pistoya donde reciben tratamiento personas con problemas mentales en un régimen de cuidado cercano y dedicado. Una de sus enfermas es Beatrice (Valeria Bruni Tedeschi), de origen acomodado y con problemas de bipolaridad. Ella cree que está sana y todo sigue en su vida como siempre, siendo incapaz de integrarase a la vida del centro y generando gran número de problemas en él. 
La vida de Villa Biondi y de Beatrice da un giro con la llegada de una nueva enferma, Donatella (Micaela Ramazzotti), una joven a la que la vida nunca trató bien y que se encuentra en una situación anímica y personal críticas.

## Reparto
- Micaela Ramazzotti  - Donatella Morelli
- Valeria Bruni Tedeschi - Beatrice Morandini Valdirana
- Valentina Carnelutti - Fiamma Zappa
- Marco Messeri - Floriano Morelli
- Bob Messini - Pierluigi Aitiani
- Roberto Rondelli - Renato Corsi
- Anna Galiena - Luciana Brogi Morelli
- Tommaso Ragno - Giorgio Lorenzini